# Gasthof Zum dreyen Schwanen

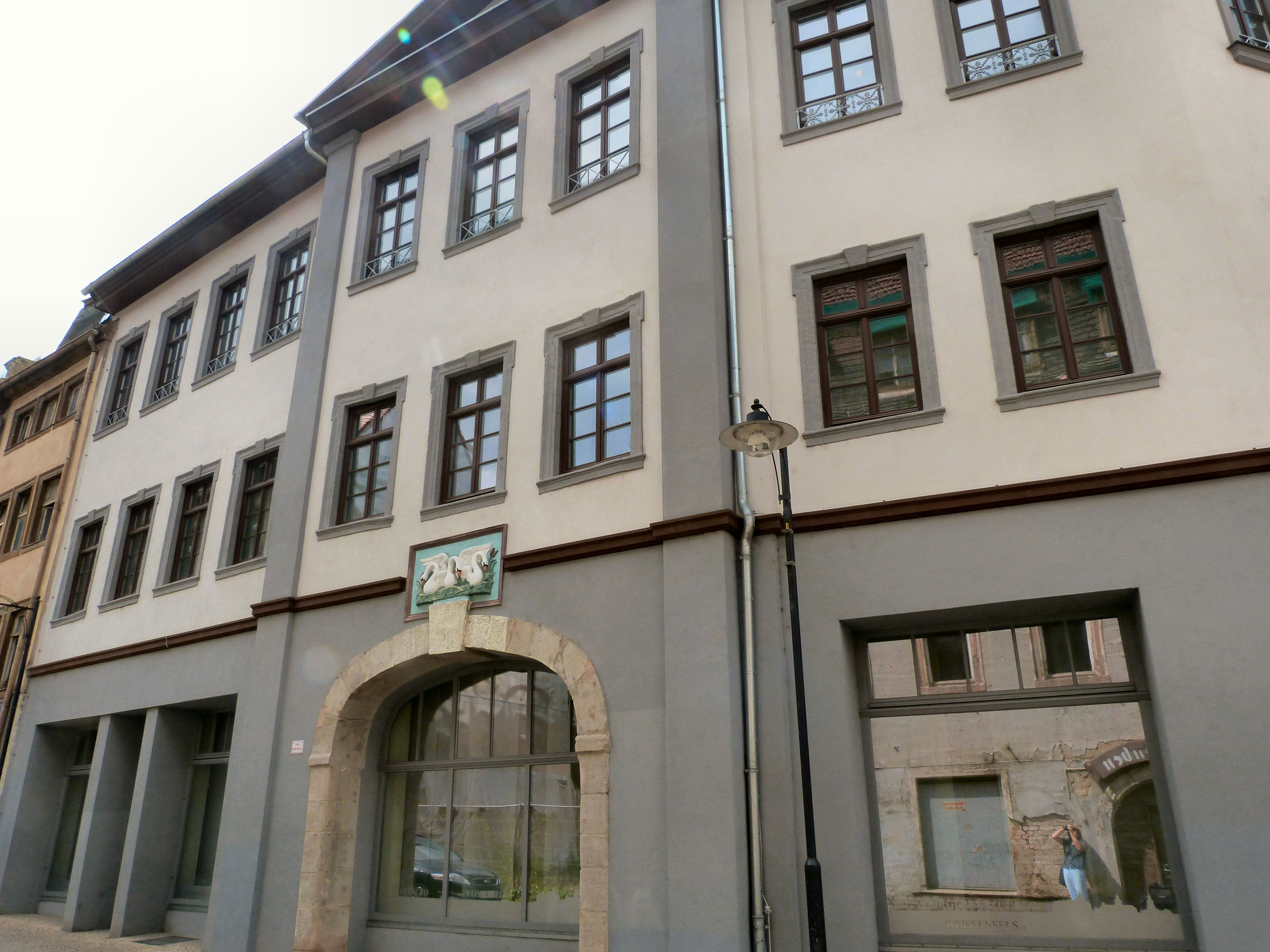
Gasthof Zum dreyen Schwanen

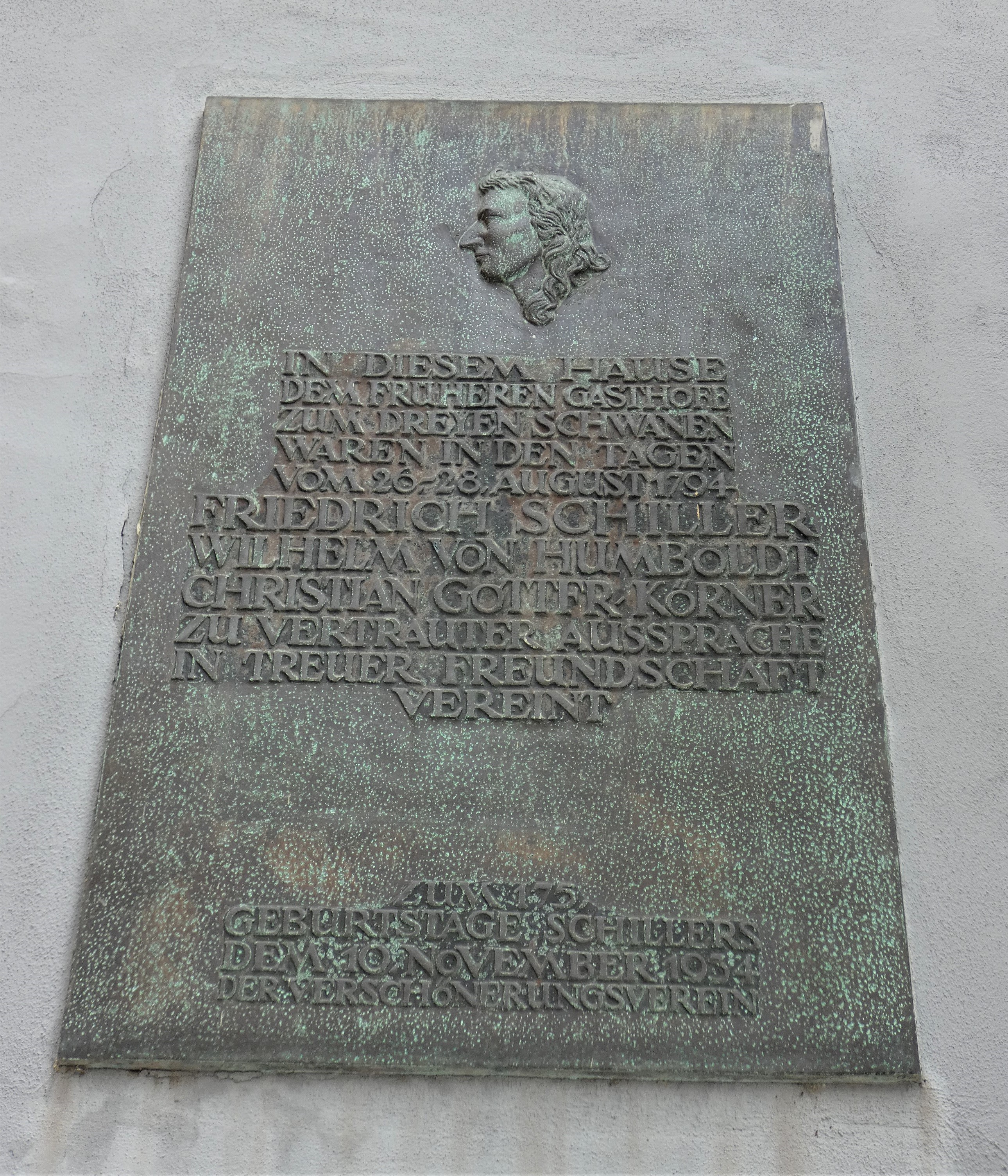
Gedenktafel am Haus

Der ehemalige Gasthof Zum dreyen Schwanen oder auch Drei Schwänen ist ein denkmalgeschütztes Gebäude in der Stadt Weißenfels in Sachsen-Anhalt. Im örtlichen Denkmalverzeichnis ist das Gebäude unter der Erfassungsnummer 094 86682 als Baudenkmal verzeichnet.
Bei dem Gebäude mit der Adresse Große Burgstraße 1 in Weißenfels handelt es sich um einen ehemaligen Gasthof. Eine Chronik aus der ersten Hälfte des 18. Jahrhunderts berichtet, dass der Gasthof im Jahr 1676 saniert wurde. Im Jahr 1715 brach im Gebäude ein Feuer aus, welches unter anderem auch das Rathaus von Weißenfels nahezu zerstörte. Eine Gedenktafel am Gebäude erinnert an ein Treffen im August 1794 zwischen Friedrich Schiller, Wilhelm von Humboldt und Christian Gottfried Körner, dem Vater Theodor Körners. Mitte des 19. Jahrhunderts endete die Zeit des Gebäudes als Gasthof, nachdem der Eisenhändler Gustav Nolle das Gebäude erwarb. Die Reliefplatte mit den drei Schwänen, die den Namen des Gasthofes bildlich darstellt, blieb an der Fassade erhalten. Im Schlussstein des Türbogens unter dem Relief findet sich die Inschrift A 1721 / R 1826. Man nimmt an, dass diese Daten auf einen weiteren Neubau und einer Renovierung hindeuten. Im Denkmalverzeichnis ist ein weiterer Umbau im Jahr 1900 erwähnt. In der heutigen Zeit spricht man eher von Drei Schwänen. Heute wird das Gebäude als Wohnhaus genutzt; zu DDR-Zeiten befand sich im Haus eine Eisdiele.